# Crkva sv. Duha u Lučelnici
Crkva sv. Duha je crkva u naselju Lučelnica koje je u sastavu općine Pisarovina, zaštićeno kulturno dobro.

## Opis dobra
Drvena crkva iz 19.stoljeća je jednobrodna građevina pravokutnog tlocrta s poligonalno zaključenim svetištem i sakristijom. Na glavnom pročelju formiran je plitki trijem sa zvonikom. Prostor je natkriven drvenim koritastim stropom. Oltar pučkog baroknog izraza iz 1749. godine sa slikom Krunidbe Bogorodice najvrjedniji je dio inventara. Crkva se svrstava među najznačajnije drvene crkve na području Pisarovine.

## Zaštita
Pod oznakom Z-2356 zavedena je kao nepokretno kulturno dobro – pojedinačno, pravna statusa zaštićena kulturnog dobra, klasificirano kao "sakralna graditeljska baština".